# Gøl Pølser
 Der er for få eller ingen kildehenvisninger i denne artikel, hvilket er et problem. Du kan hjælpe ved at angive troværdige kilder til de påstande, som fremføres i artiklen.

GØL Pølser er et dansk varemærke, der har produceret pølser lige siden 1934. Fabrikken er i dag ejet af Tulip Food Company, men fabrikken ligger stadig i Nordjylland. I dag producerer GØL også andre fødevarer såsom salami og kødpålæg.

## Historie
Gøl er en dansk pølsefabrik etableret i 1934 i Gjøl ved Limfjorden af slagter Jørgen B. Jensen. Jørgen B. Jensen grundlagde sin slagterbutik i den nordjyske by Gjøl i 1934. Efter 17 år, i 1951, havde produktionen vokset sig så stor, at Jørgen B. Jensen måtte flytte fabrikken til det gamle Skalborg Mejeri i Aalborg. Selvom produktionen ikke længere foregik i Gjøl, tog Jørgen B. Jensen alligevel navnet med sig. Efter tre år i det gamle mejeri, var det igen tid til at udvide fabrikken. Efter gentagne udvidelser flyttede Jørgen B. Jensen produktionen til en nyopført fabrik i Svenstrup i 1966. Herfra begyndte GØL at producere pølser til både hjemmemarkedet og til udlandet. Fabrikken har ligget i Svenstrup lige siden. GØL’s grundlægger Jørgen B. Jensen døde i 2008. GØL blev i 2003 overtaget af Tulip-koncernen, der fortsætter produktionen i Svenstrup. I 2014 fejrede GØL sit 80-års jubilæum.

## Om logoet
Jørgen B. Jensen bad i 1960 skiltemageren Anton Jensen om at udarbejde et logo. Anton Jensen mente, at logoet skulle udstråle saft og kraft, og valgte derfor en stor og stærk viking. GØL stammer fra byen Gjøl Bredning ved Limfjorden, som ligger midt i et barsk landskab, så den kamplystne viking var et godt billede på GØL’s rødder. Den røde viking fik sin debut i 1961 på Food Fair-messen i Aalborg. Det var samtidig første gang, GØL havde et egentligt varemærke andet end navnet ’Pølsefabrikken GØL’. Den første viking havde mange farver og detaljer og blev brugt som varemærke for fabrikkens facade og brevpapir. Da man ville producere etikkerne til produkterne, var man nødt til at ændre ham, fordi vikingen havde for mange farver og detaljer til at trykke på de små etiketter. I årenes løb har GØL-vikingen været på tegnebrættet flere gange, og i 90’erne fik han det overordnede udseende, som han har i dag.

## Ekstern henvisning
- Hjemmeside